# Bałtika (Baszkortostan)
Bałtika (ros. Балтика) – wieś (sieło) w Rosji, w Baszkortostanie, w rejonie uglińskim. W 2010 liczyła 719 mieszkańców.